# Zeruya Shalev
Zeruya Shalev (Kvutzat Kinneret, 13 maggio 1959) è una scrittrice e poetessa israeliana.
Dal suo romanzo Una relazione intima è stato trasposto nel 2007 il film Liebesleben.
Le sono stati conferiti diversi premi e riconoscimenti, tra cui il Premio letterario Corine in Germania e il Prix Femina in Francia.

## Opere
- Una storia coniugale, trad. it. di Elena Loewenthal, Frassinelli, 2001
- Dopo l'abbandono, trad. it. di Elena Loewenthal, Frassinelli, 2007
- Quel che resta della vita, trad. it. di Elena Loewenthal, Milano, Feltrinelli, 2013
- Dolore, trad. it. di Elena Loewenthal, Feltrinelli, 2016
- Stupore, trad. it. di Elena Loewenthal, Feltrinelli, 2022